# Diacidia aracaensis
Diacidia aracaensis är en tvåhjärtbladig växtart som beskrevs av W.R. Anderson. Diacidia aracaensis ingår i släktet Diacidia och familjen Malpighiaceae. Inga underarter finns listade i Catalogue of Life.